# Школьный автобус (фильм)
«Школьный автобус» (англ. The Lost Bus) — будущий американский драматический фильм режиссёра Пола Гринграсса, по сценарию Брэда Ингельсби. Экранизация документальной книги «Paradise: One Town’s Struggle to Survive an American Wildfire» Лиззи Джонсон. Главные роли исполнят Мэттью Макконахи и Америка Феррера.
Премьера фильма состоится на Apple TV+.

## Сюжет
Водителю автобуса приходится вести автобус с детьми в безопасное место во время пожара 2018 года, ставшего самым разрушительным лесным пожаром в истории Калифорнии.

## В ролях
- Мэттью Макконахи — Кевин Маккей[3]
- Америка Феррера
- Юл Васкес
- Эшли Аткинсон
- Спенсер Уотсон
- Дэнни Маккарти

## Производство
В июне 2022 года Джейми Ли Кертис с компанией Comet Films и Джейсон Блам из Blumhouse Productions выступили в качестве продюсеров фильма, являющегося экранизацией книги Лиззи Джонсон «Paradise: One Town’s Struggle to Survive an American Wildfire». В январе 2024 года Пол Гринграсс стал режиссёром, а Мэттью Макконахи — исполнителем главной роли. В феврале 2024 года Америка Феррера присоединилась к актёрскому составу в нераскрытой роли. В мае к актёрскому составу присоединился Юл Васкес в нераскрытой роли.
Съёмки начались 1 апреля 2024 года в Руидосо, штат Нью-Мексико.